# Transzilvánia Szálló
A marosvásárhelyi „régi” Transzilvánia Szálló, korabeli írásmóddal Transsylvánia Szálló háromszintes neobarokk épület volt a város főterén. A nagyvárosi stílusú szálloda nagytermében színházi előadásokat is tartottak, ugyanis ekkor Marosvásárhelynek még nem volt színházépülete. Az 1950-es években lebontották. Neve még ma is fogalom a városban.

## Története
A 19. század közepén építtette az Ugron család. Az épületben 1863-ban már posta működött (ez később a Szentgyörgy utcába költözött), majd nemsokára szálloda és étterem nyílt. 1891-től nagytermében színielőadásokat tartottak (korábban az Apolló-palota nagyterme töltötte be a városi színház szerepét, de később tűzveszélyessége miatt bezárták). 1897-ben itt volt az első marosvásárhelyi filmvetítés is. Az idővel kicsinek bizonyuló nagyterem helyett 1898-ban egy előadótermet hoztak létre, mely az előadások mellett bálok rendezésére is alkalmas volt.
1915. július 27-én itt szállt meg Ady Endre, Boncza Berta, Bölöni György, és Márkus Ottília székelyföldi körutazásuk alkalmával. Az 1920-as években ideköltözött az Apolló-palotából kiszorított Thália egyesület, 1930-ban pedig az Edison filmvetítéseit is itt tartották.
A román kommunista hatalomátvétel után államosították, de elhanyagolták, hagyták elpusztulni. A romossá vált, beszakadt tetejű épületet az 1950-es évek végén lebontották, majd 1959–1961 között felépítették az „új” Hotel Transilvaniát. 1988-ban, majd 2011-ben felújították, jelenlegi neve Hotel Plaza.

## Leírása
A „régi” Transzilvánia Szálló háromszintes, finom díszítésű neobarokk épület volt a Főtér és a Bolyai utca (akkoriban Széchenyi tér illetve Nagyköz) sarkán. Külsejét és berendezését „nagyvárosi szabásúként” írták le. Földszintje főtéri részén a Transzilvánia étterem működött, a Nagyköz hosszában üzlethelyiségek voltak.
Az „új” Hotel Transilvania modern vonalvezetésű; jelenlegi formáját az 1988-as felújítás alkalmából nyerte el. Kinézete a Színház tér épületeinek stílusához alkalmazkodik.

## Képek

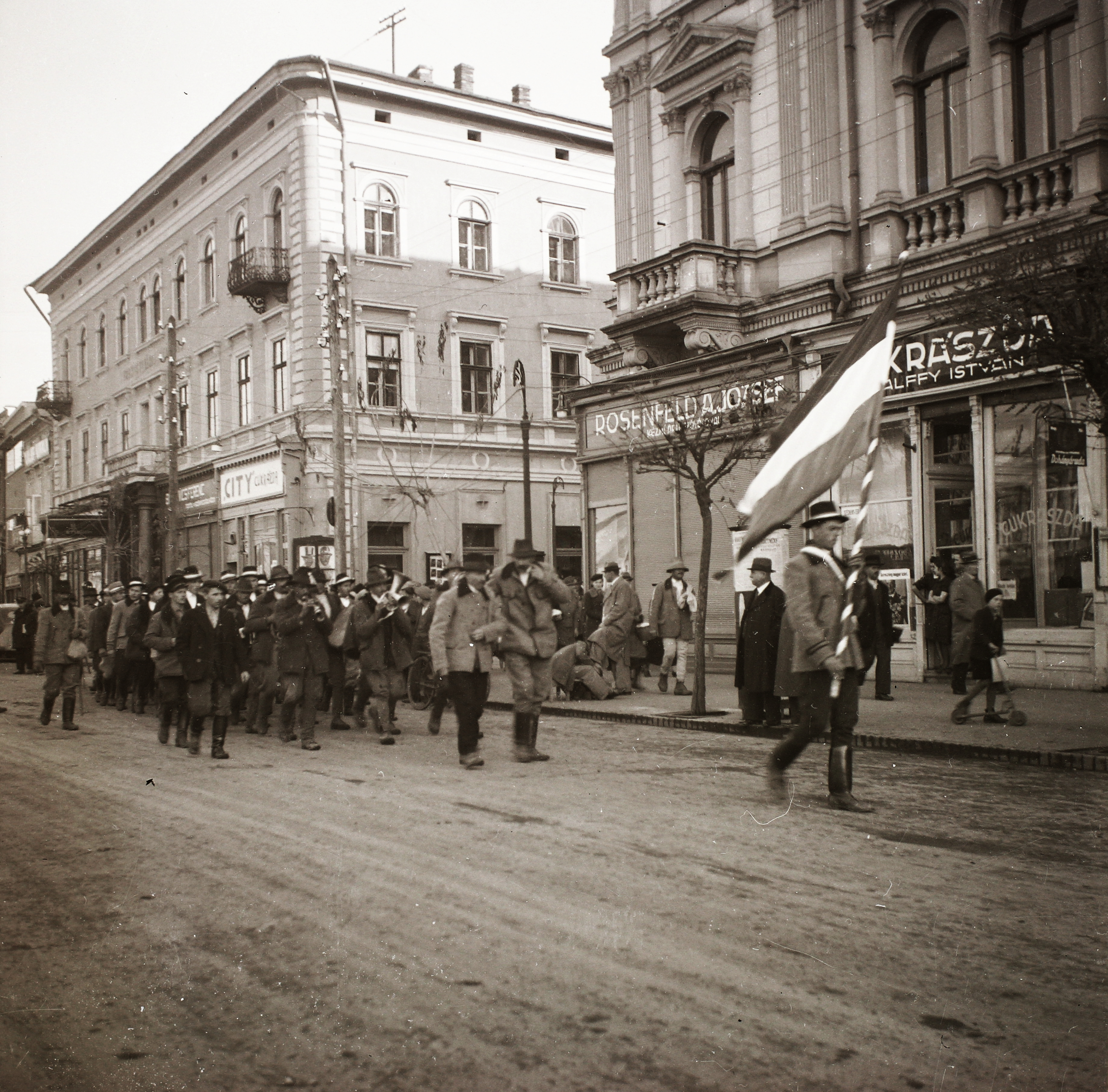
Balra a Transzilvánia szálló, jobbra a Papp-Bányai palota
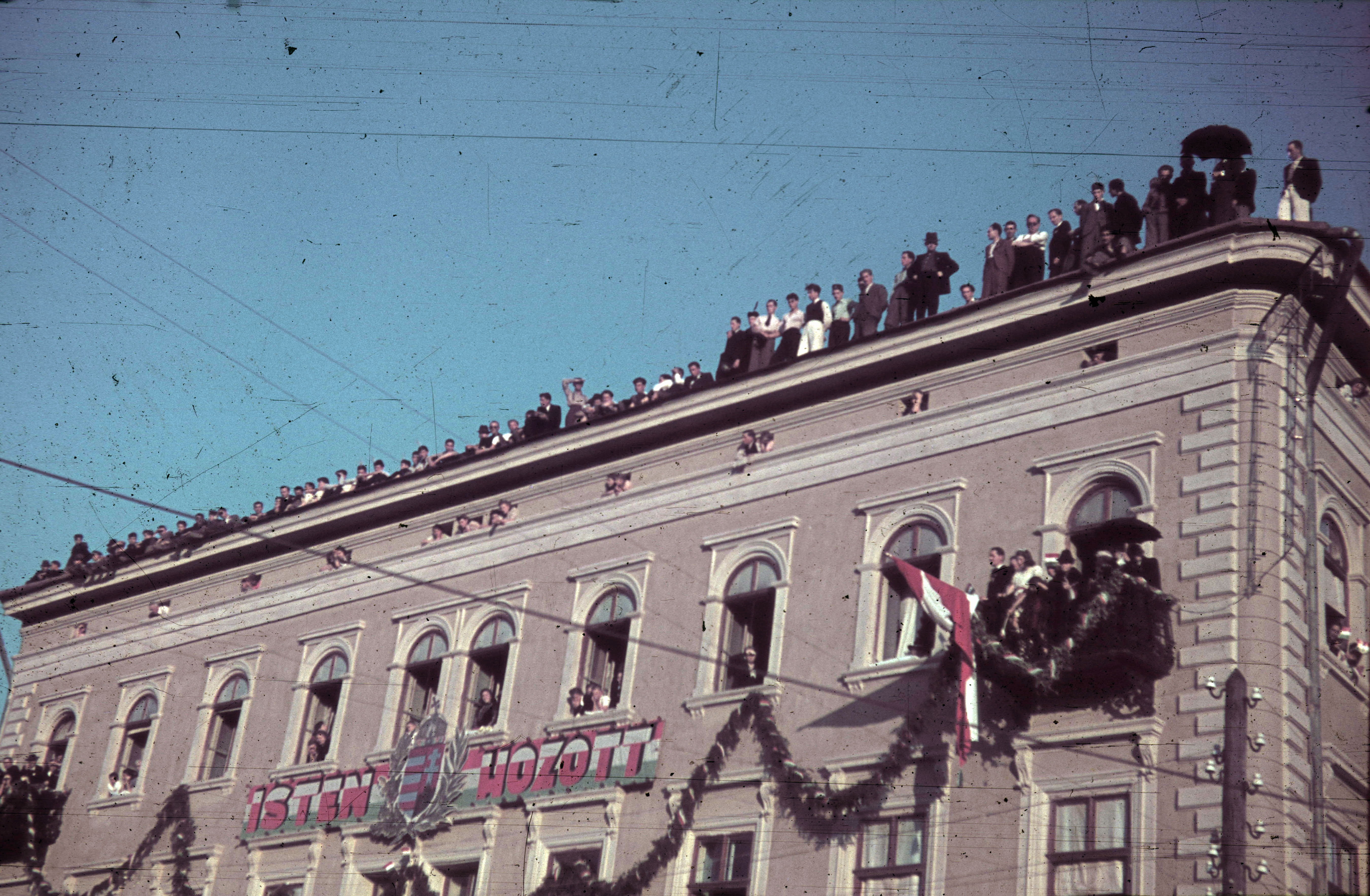
Ünneplők a magyar hadsereg 1940-es bejövetelekor
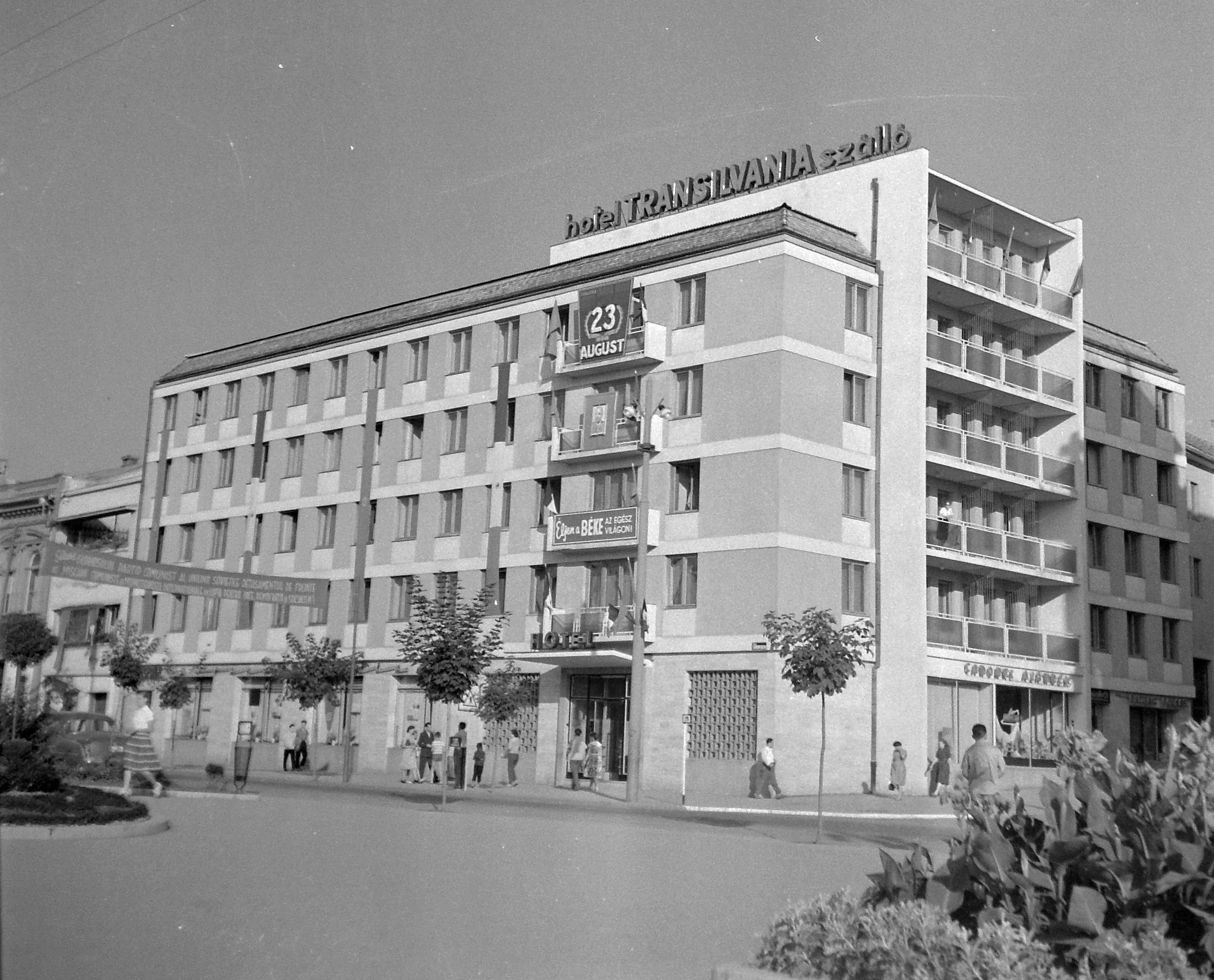
Az új Hotel Transilvania 1961-ben